# AONハノイランドマークタワー
AONハノイランドマークタワー（エイオン・ハノイ・ランドマークタワー、英語: AON Hanoi Landmark Tower）、旧称京南ハノイランドマークタワー（カンナム・ハノイ・ランドマークタワー、英語: Keangnam Hanoi Landmark Tower）はベトナムの首都ハノイ市のカウザイ区ファムフン大通りに位置する超高層ビル。ファムフン地区は新興住宅地・新興ビジネス地区で、このビルの周囲はKPMG、スタンダードチャータード銀行、プライスウォーターハウスクーパース、LG電子などグローバル企業の本部建設用地として確保されている。
ハノイランドマークタワー・コンプレックスは高さ350メートル・72階建てのオフィスタワー「ランドマーク72」と、48階建ての高層住宅2棟よりなる。ランドマーク72は46,054平方メートルの敷地に建ち、延床面積は609,673平方メートルになり、ビル1棟での延床面積の大きさでは世界でも有数のものである。
ハノイランドマークタワー・コンプレックスには5つ星高級ホテル（インターコンチネンタルホテルズグループが運営する「インターコンチネンタル・ハノイ・ランドマーク72」、62階から70階を占め、71階にホテル・クラブ・ラウンジを置く）、オフィス、商業施設などが入居し、2012年5月18日に開業した。ランドマーク72は完成時点で世界で35番目の高さの超高層ビルで、ベトナムおよびインドシナ半島では最高層のビルであった。これ以前のベトナム最高の超高層ビルはホーチミン市のビテクスコ・フィナンシャルタワー（68階建て、262メートル）であった。
このビルの開発・建設・運営にあたっていたのは、大韓民国の建設会社・京南企業（キョンナム、Keangnam Enterprises, Ltd.）で、投資額は10億5000万ドルと見積もられている。2008年に計画が始まり、2010年11月の段階でビルは高さ300メートルに達し、ベトナム一高い建築物となった。2011年1月24日には350メートルでの上棟式が行われた。住宅2棟はその数か月前に高さ212メートルまでの上棟式を終えた。
京南企業は2013年、2014年と大きな営業赤字を記録し、2015年には法定管理を申請して会社更生手続きに入った。翌2016年には構造調整などを行う韓国の投資会社・AON BGN（エイオン・ホールディングス）に3.734億ドルで買収され、「AONハノイランドマークタワー」となった。

## 建設時の画像

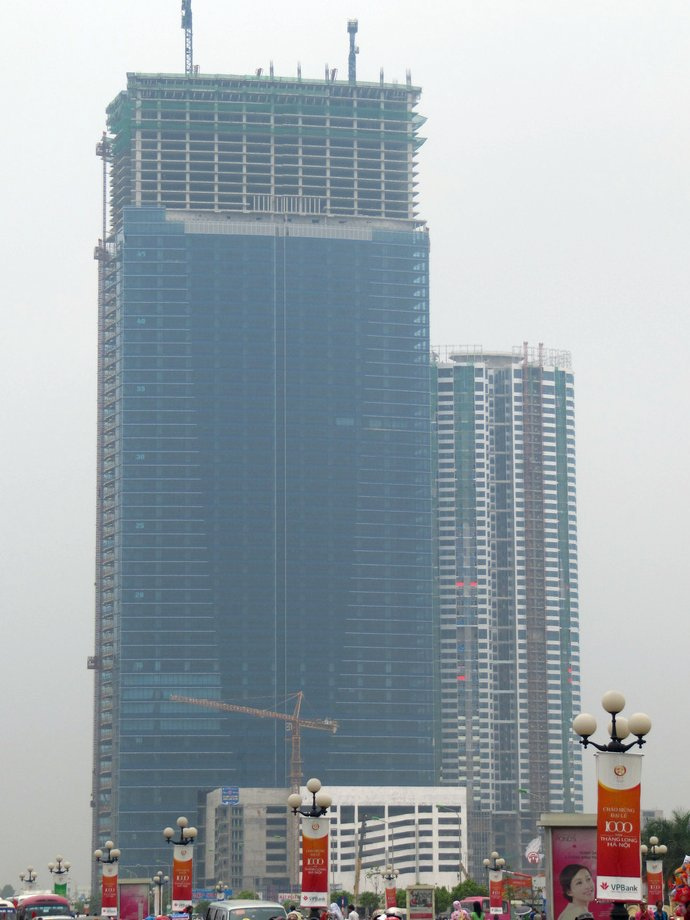
2010年10月
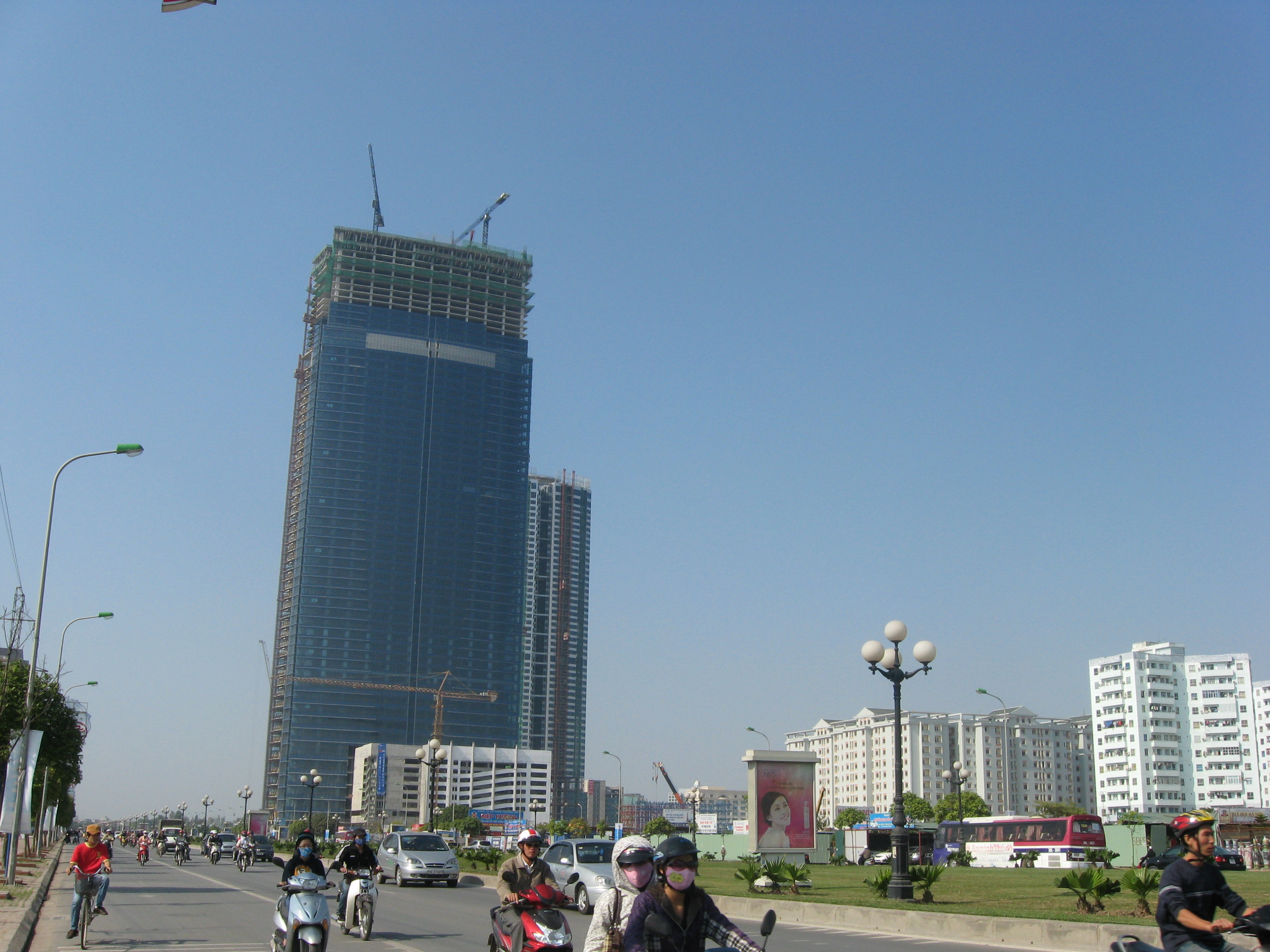
2010年10月30日
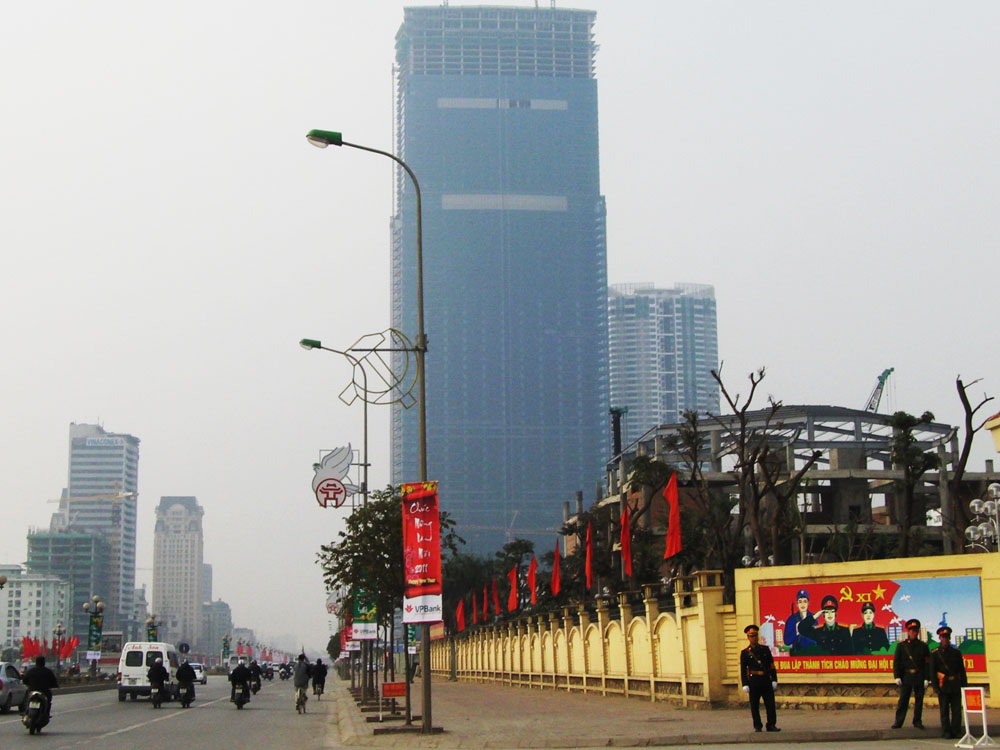
2011年2月1日
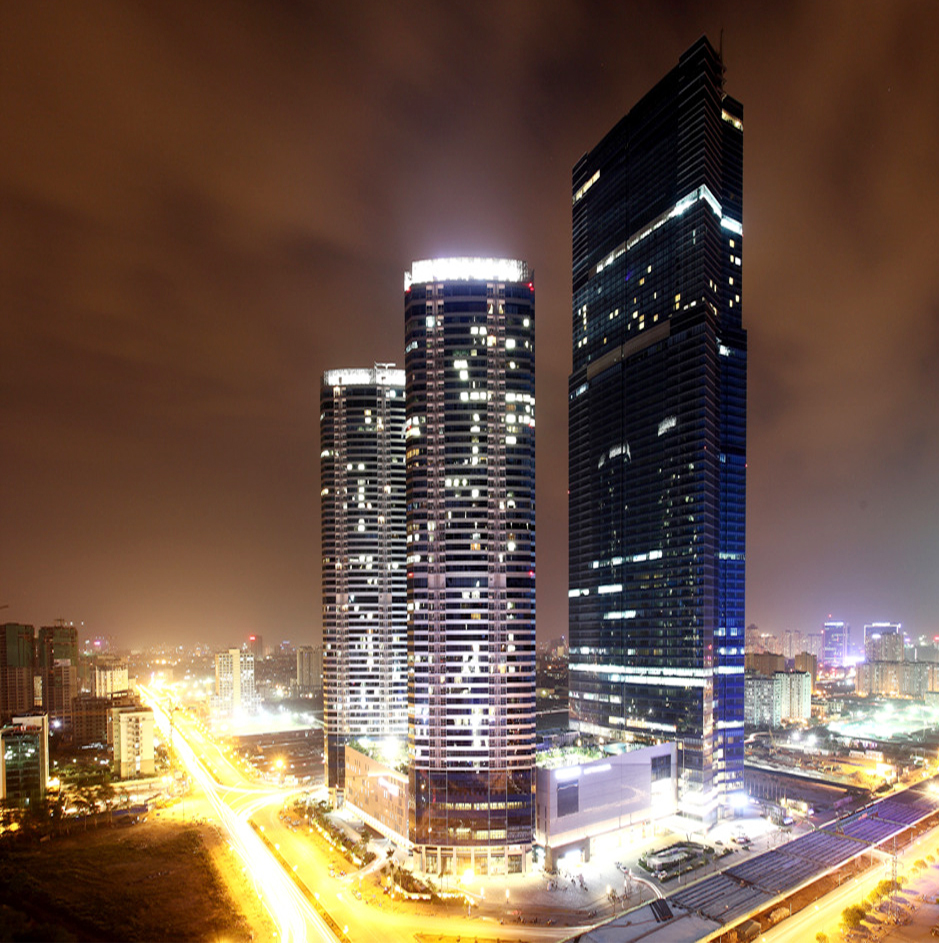
2012年5月17日
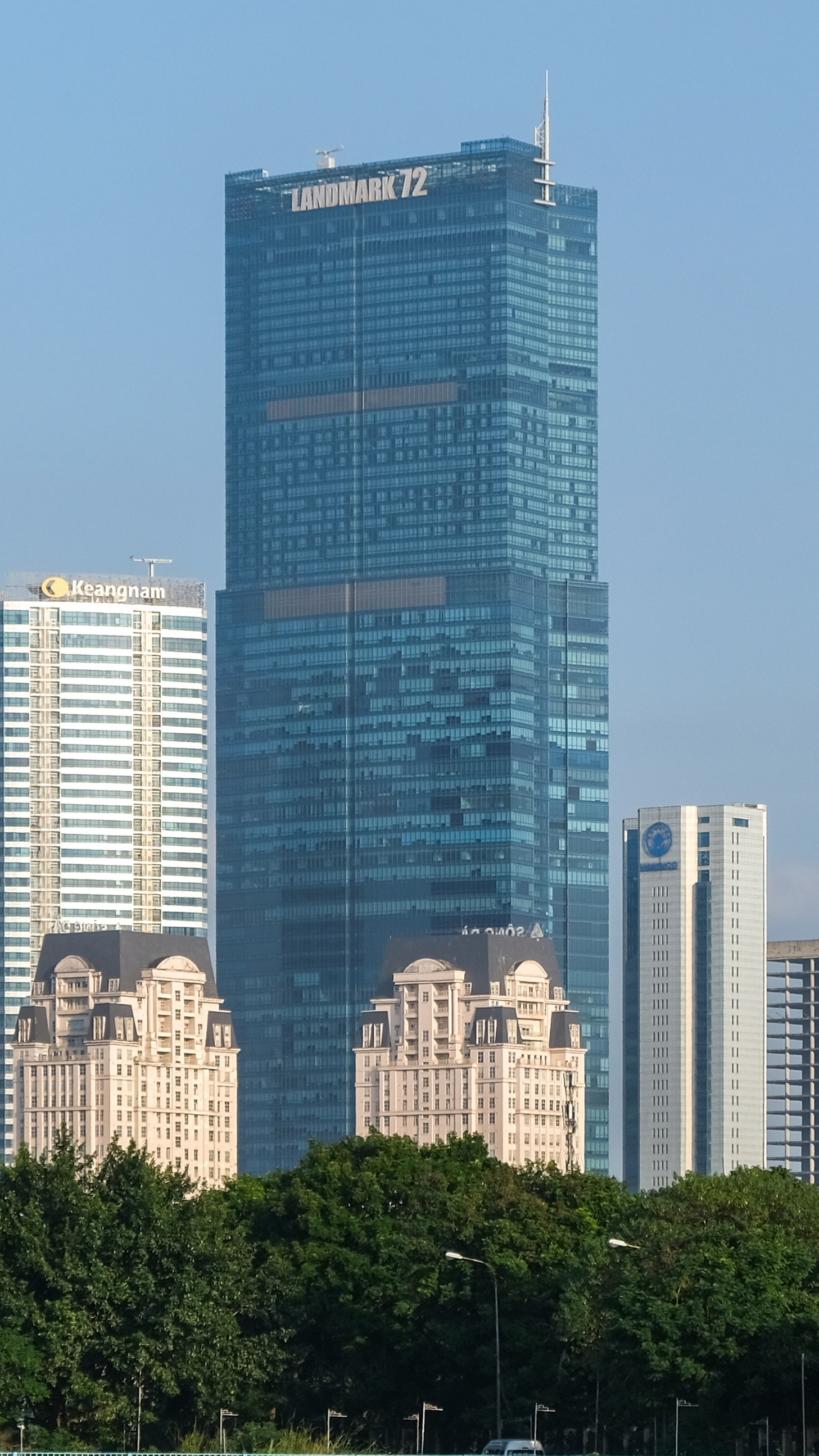
2021年10月